# Sander Oostrom
Sander Oostrom (Tuindorp Oostzaan, 14 juli 1967) is een Nederlandse ex-profvoetballer. Zijn positie op het veld was aanvaller of aanvallende middenvelder.
Oostrom begon zijn voelbalcarrière bij de amateurs van Meteoor (Amsterdam) en OSV uit Amsterdam. In 1987 startte Oostrom zijn profloopbaan bij Telstar uit Velsen.  Na 8 jaar in het eerste elftal van Telstar te hebben gespeeld, vertrok Oostrom naar NAC uit Breda. Dit werd mede door blessures niet het succes wat ervan was verwacht. Hij vervolgde na twee jaar NAC zijn voetballoopbaan bij de Pohang Steelers uit Zuid-Korea. Vanaf 1998 ging Oostrom weer in Nederland bij FC Haarlem voetballen. In 2000 keerde hij terug bij Telstar en stopte in 2002 met betaald voetbal. Hierna was Oostrom nog enkele jaren succesvol actief voor de hoofdklasse zondagamateurs van Türkiyemspor uit Amsterdam.
Bij Telstar was hij met 103 doelpunten (87 in de competitie, 15 in bekerwedstrijden en 1 in de nacompetitie) recordhouder. 2023 staat hij op gelijke hoogte met, Glynor Plet

## Clubs
| Seizoen   | Club                | Land       | Competitie     | Wedstrijden | Doelpunten |
| --------- | ------------------- | ---------- | -------------- | ----------- | ---------- |
| 1987/1988 | Telstar             | Nederland  | Eerste divisie | 30          | 2          |
| 1988/1989 | Telstar             | Nederland  | Eerste divisie | 34          | 6          |
| 1989/1990 | Telstar             | Nederland  | Eerste divisie | 29          | 6          |
| 1990/1991 | Telstar             | Nederland  | Eerste divisie | 33          | 10         |
| 1991/1992 | Telstar             | Nederland  | Eerste divisie | 34          | 14         |
| 1992/1993 | Telstar             | Nederland  | Eerste divisie | 31          | 14         |
| 1993/1994 | Telstar             | Nederland  | Eerste divisie | 34          | 12         |
| 1994/1995 | Telstar             | Nederland  | Eerste divisie | 34          | 10         |
| 1995/1996 | NAC                 | Nederland  | Eredivisie     | 16          | 2          |
| 1996/1997 | NAC                 | Nederland  | Eredivisie     | 8           | 0          |
| 1997      | Pohang Steelers     | Zuid-Korea | K-League       | 12          | 3          |
| 1998      | Pohang Steelers     | Zuid-Korea | K-League       | 0           | 0          |
| 1998/1999 | Haarlem             | Nederland  | Eerste divisie | 18          | 5          |
| 1999/2000 | Haarlem             | Nederland  | Eerste divisie | 23          | 8          |
| 2000/2001 | Telstar             | Nederland  | Eerste divisie | 31          | 7          |
| 2001/2002 | Stormvogels Telstar | Nederland  | Eerste divisie | 29          | 6          |
|           |                     |            | Totaal         | 396         | 105        |

## Links
- Profile at K League Official Website[dode link]